# Jordbrugsakademiker
Jordbrugsakademiker er en fællesbetegnelse for en naturvidenskabelig uddannelse med fokus på landbrug, miljø, natur og landskab. 

## De klassiske jordbrugsakademikeruddannelser
- agronom.
- forstkandidat.
- hortonom.
- landskabsarkitekt.

I dag dækker betegnelsen også over uddannelser som jordbrugsvidenskab, naturforvaltning, miljø, energi, ressourceøkonomi, fysisk planlægning, byplanlægning, bioteknologi og fødevarer med funktioner som administration, forskning, undervisning, rådgivning og ledelse.
Jordbrugsakademikere er organiseret i den faglige forening: JA
| Skole | Spire Denne artikel om en skole, en uddannelsesinstitution eller uddannelse er en spire som bør udbygges. Du er velkommen til at hjælpe Wikipedia ved at udvide den. |